# Saint-Denis (Włochy)
Saint-Denis – miejscowość i gmina we Włoszech, w regionie Dolina Aosty.
Według danych na styczeń 2009 gminę zamieszkiwało 369 osób przy gęstości zaludnienia 32,6 os./1 km².